# سونگایپنوح
سونگایپنوح (اندونزیایی: Sungaipenuh) شهری در استان جامبی کشور اندونزی است. جمعیت این شهر بر اساس سرشماری سال ۱۹۹۰ میلادی، ۳۰٫۶۴۶ نفر و بر اساس سرشماری سال ۲۰۰۰ میلادی، ۶۸٫۴۲۶ بوده که در سال ۲۰۰۷ میلادی به ۱۱۰٫۳۰۳ نفر افزایش یافته‌است.